# Magdalena Rauter
Magdalena Rauter (* 3. Juli 2006) ist eine österreichische Leichtathletin, die sich auf den Stabhochsprung spezialisiert hat.

## Sportliche Laufbahn
Erste Erfahrungen bei internationalen Meisterschaften sammelte Magdalena Rauter im Jahr 2022, als sie bei den U18-Europameisterschaften in Jerusalem mit übersprungenen 3,70 m in der Qualifikationsrunde ausschied. Zudem verpasste sie mit der österreichischen Sprintstaffel (1000 Meter) mit 2:14,79 min den Finaleinzug. Im Jahr darauf siegte sie mit 4,00 m beim Europäischen Olympischen Jugendfestival (EYOF) in Maribor und schied mit der Staffel mit 2:14,20 min erneut im Vorlauf aus. 2024 gewann sie bei den U20-Weltmeisterschaften in Lima mit 4,15 m die Silbermedaille.
2023 wurde Rauter österreichische Meisterin im Stabhochsprung.